# 布尔文特
布尔文特，是西班牙阿拉贡自治区萨拉戈萨省的一个市镇。 总面积25平方公里，总人口246人（2001年），人口密度10人/平方公里。